# Krona
Krona è un personaggio immaginario dei fumetti editi negli Stati Uniti d'America dalla DC Comics creato da John Broome e dal disegnatore Gil Kane.

## Storia editoriale
Il personaggio esordì nella seconda serie di Green Lantern, nel n. 40 dell'ottobre 1965.

## Caratterizzazione del personaggio
Nell'Universo DC, è un alieno umanoide, ossessionato dallo scoprire come sia nato il multiverso. Alla fine vi riesce, guardando la mano di dio lanciare il primo granello di sabbia, il quale ha un impatto così forte da separare la materia su cui era caduto in 52 parti chiamate universi. Queste 52 parti, messe insieme, formano un unico grande multiverso. Purtroppo il suo esperimento ha in qualche modo compromesso la creazione, dando origine al male.
Il personaggio appare poi nel crossover Vendicatori/JLA, di cui è il principale antagonista.